# Casa ao Largo de Santana, n. 6
A Casa ao Largo de Santana, n. 6 é uma edificação localizada em Salvador, município do estado brasileiro da Bahia. Foi tombado pelo Instituto do Patrimônio Artístico e Cultural da Bahia (IPAC) em 2002, através do processo de número 017.
Durante o século XVI no Rio Vermelho, existia alguns currais e armações para pesca numa sesmaria doada por Tomé de Sousa. Após uma invasão holandesa a Salvador em 1624, o bispo D. Marcos Teixeira se instalou no Morro do Conselho, no Rio Vermelho. 
Foi tombado pelo IPAC em 2002, recebendo tombo de bens imóveis (Inscrição 61/2002).